# 彼得雷爾 (明尼蘇達州)
彼得雷爾（英語：Petrel）是位於美國明尼蘇達州聖路易斯縣費爾班克斯鎮區的一個非建制地區。

## 地理
彼得雷爾所處的海拔為高於海平面467米（即1532英呎），而該地所採用的時區為UTC-6，即北美中部時區（CST）。同時該地設有夏令時間，為UTC-6調快一小時，即UTC-5（CDT）。